# Joseph Owona Kono
Joseph Owona Kono est un homme politique et homme d’affaires camerounais. Il a été député à l’Assemblée nationale pendant trois mandats consécutifs, représentant la circonscription de Wouri-Sud dans la région du Littoral sous la bannière du Rassemblement démocratique du peuple camerounais (RDPC).

## Carrière

### Carrière politique
Durant son parcours parlementaire, il a joué un rôle clé dans la diplomatie parlementaire et la gouvernance. Il a notamment été 'coprésident de l’Assemblée parlementaire paritaire Afrique-Caraïbes-Pacifique - Union Européenne(ACP-UE), où il a œuvré pour le renforcement de la coopération entre les pays ACP et l’Union européenne.
Lors des élections législatives de 2020, il n’a pas été réélu. Pendant les primaires du RDPC dans l’arrondissement de Douala 2e, il a été battu par Emmanuel Pongo, président de la section Wouri 2 du RDPC. Sa défaite a été influencée par "les directives internes du parti", qui recommandaient la retraite des députés ayant déjà effectué trois mandats.

### Activités professionnelles
En dehors de la politique, Joseph Owona Kono est actif dans le secteur agro-industriel. Il est affilié à Afruibana, une association panafricaine regroupant des producteurs et exportateurs de fruits. À travers cette organisation, il a contribué à défendre les intérêts des producteurs africains de fruits sur le marché international.
En tant que président d'Afruibana, il a plaidé pour des prix équitables pour les producteurs africains de bananes, mettant en avant les défis économiques auxquels ils sont confrontés.

### Héritage et impact
Tout au long de sa carrière, Joseph Owona Kono a contribué à la gouvernance politique et à la défense des intérêts économiques. Son travail dans la diplomatie parlementaire et le secteur agricole a eu un impact sur les politiques de commerce et de développement économique au Cameroun et au-delà.